# Swallow Sidecar Company
Swallow is een Brits historisch merk van zijspannen, auto's en scooters.
De bedrijfsnamen waren: Swallow Sidecar Co., Blackpool, later The Swallow Sidecar and Coachbuilding Co., Blackpool, Swallow Coachbuilding Co., Coventry, The Swallow Coachbuilding Co. (1935) Ltd., the Airport, Walsall, Staffordshire.

## Geschiedenis
Aan het begin van de jaren twintig verhuisde William Walmsley van Stockport naar Blackpool. Walmsley bouwde zijspannen in de garage van zijn ouders. Hij verkocht zo'n zijspan aan William Lyons, een enthousiast motorrijder. Lyons haalde Walmsley over samen een bedrijf op te richten. 

### Zijspannen

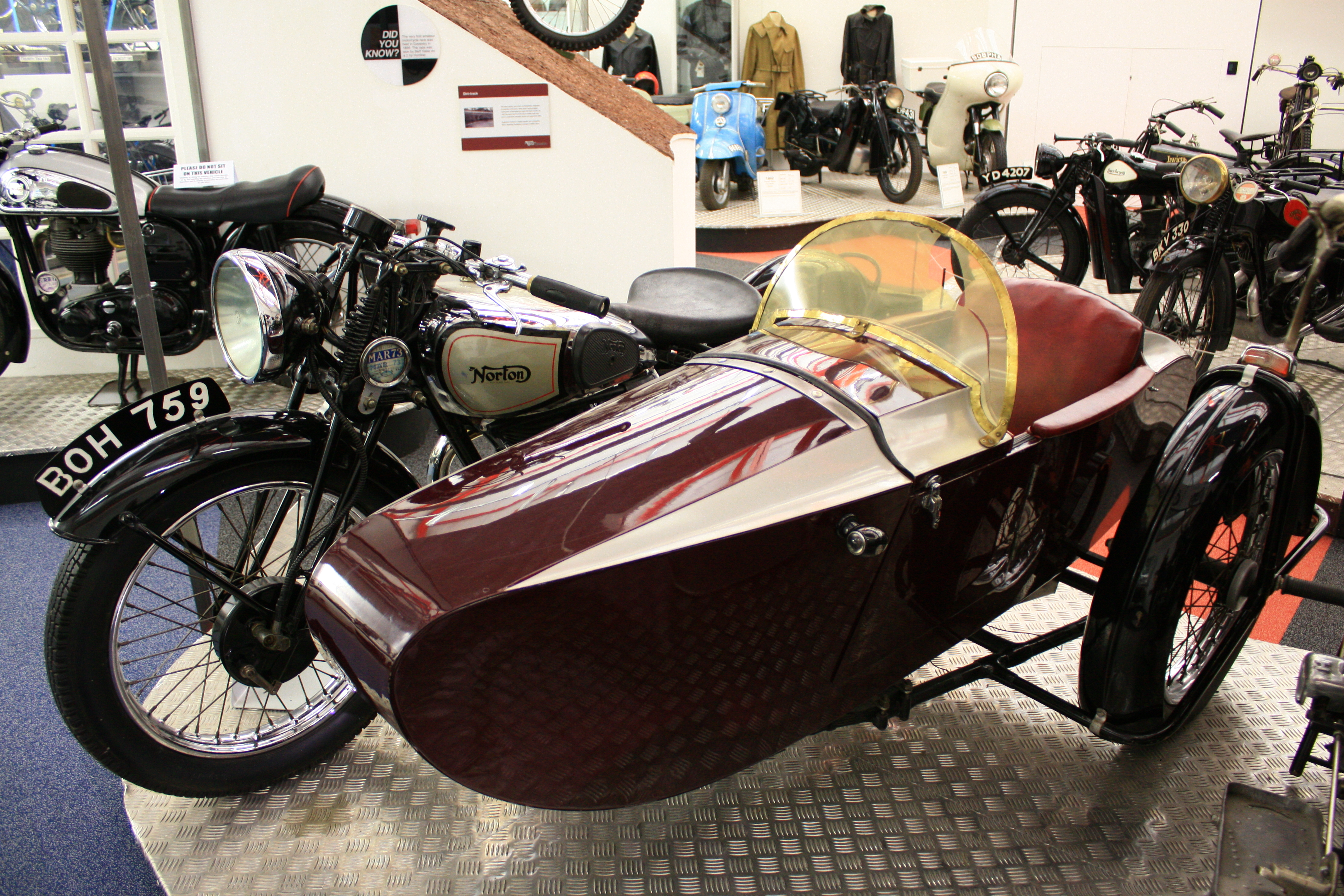
Swallow zijspan aan een Norton Model 18 uit 1935

Op 4 september 1922 ontstond op die manier de Swallow Sidecar Company, financieel gesteund door beider families en gevestigd in een gebouw aan Bloomfield Road. Er waren meteen acht mensen in dienst. Zijspannen waren in die tijd erg populair, en ondanks concurrentie van de nabijgelegen Hayward zijspanfabriek die inmiddels eigendom was van AJS, en die twaalf verschillende zijspanmodellen leverde. Toch kwam Swallow al snel ruimte tekort, waardoor nog twee fabrieken werden geopend: één aan Woodfield Road en één aan John Street.

### Autocarrosserieën
Lyons en Walmsley besloten ook autocarrosserieën te gaan maken en toevallig was er juist een carrosseriefabriek te koop aan Cocker Street. Vader Walmsley had zijn kolenhandel verkocht en besloot de opbrengst te investeren in dit gebouw, dat hij voor 325 Pond aan Swallow verhuurde. Eind 1926 werd de hele productie van Swallow naar deze fabriek overgebracht. In 1927 veranderde de bedrijfsnaam in "The Swallow Sidecar and Coach Building Company". 

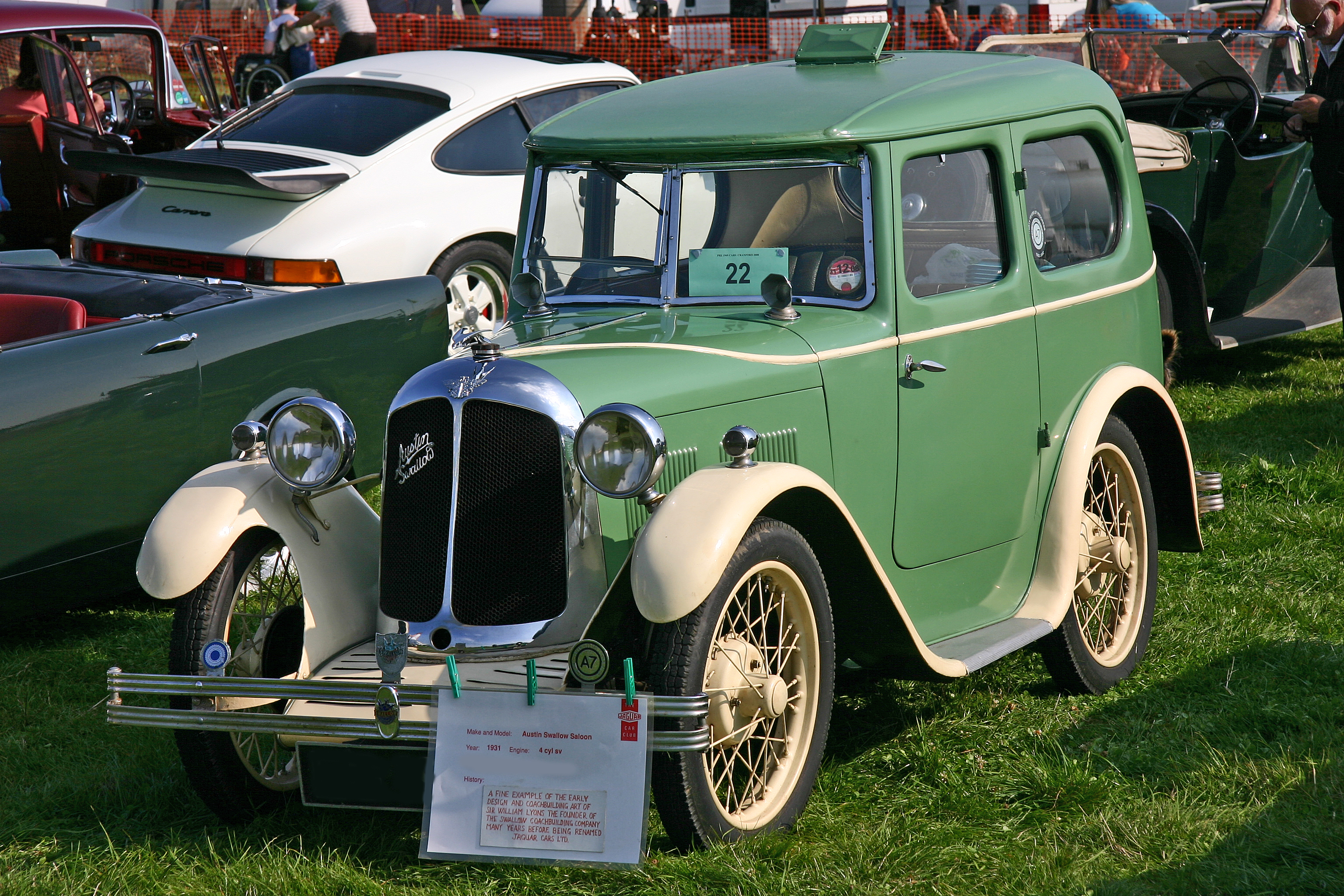
Austin Seven Swallow uit 1931

Swallow betrok inmiddels ook Hayward zijspannen van AJS en werd daarmee een van de beste klanten van de gebroeders Stevens. Men ging zelf de Austin Seven Swallow Car te produceren, op een chassis van Austin. Men kreeg een order voor vijfhonderd stuks, maar kon slechts twee auto's per dag produceren. Daarom werd uitgekeken naar weer een grotere fabriek om de productie te verhogen. 

### Verhuizing naar Coventry
Het bedrijf verhuisde in 1928 opnieuw, dit keer naar een 3.700 vierkante meter grote munitiefabriek in Foleshill in Coventry. Daar vond men niet alleen genoeg ruimte, maar ook ervaren personeel en toeleveranciers in de nabijheid. Vanaf dat moment steeg de productie naar vijftig auto's per week. Hoewel er nog steeds zijspannen werden gemaakt, werd de naam nu toch vereenvoudigd tot "Swallow Coachbuilding Company". Men ging nieuwe zijspanmodellen maken, maar ook complete auto's. 

### S.S. Cars
William Lyons wilde aandelen uit gaan geven, maar William Walmsley wilde daar niets van weten. Daarom werd besloten Walmsley uit te kopen, waardoor Lyons enige eigenaar werd. Eind 1934 bouwde men al 1.800 auto's per jaar. In 1935 richtte Lyons S.S. Cars Limited op. Hij liet de Swallow Coachbuilding Company liquideren en richtte "The Swallow Coachbuilding Company (1935) Limited" op. De Swallow Coachbuilding Co. bleef zijspannen maken, maar werd in 1945 verkocht aan de Helliwell Group toen het merk Jaguar ontstond. De zijspanproductie verhuisde naar de fabriek van Helliwell bij het vliegveld van Walsall, waar vliegtuigonderdelen werden geproduceerd.

### Scooters
In 1945 begon de vliegtuigontwerper Frank Rainbow met het ontwerp van een scooter, die in 1946 als Swallow Gadabout op de markt kwam. De scooter had een frame van stalen buizen en werd aangedreven door een Villiers 9D 125 cc tweetaktmotor met luchtkoeling en met drie versnellingen. De motor werd al snel te warm, waardoor men geforceerde luchtkoeling ging toepassen. In 1950 verscheen een nieuwe versie met een Villiers 10D 122cc-motor en drie voetgeschakelde versnellingen. De Gadabout Commercial had een Swallow transportzijspan en was bedoeld voor kleine ondernemers en als bezorgvoertuig voor winkeliers. De concurrentie van grote scooterproducenten als Vespa en Lambretta was echter te groot en in het begin van de jaren vijftig werd de productie van de Swallow scooters beëindigd. Men bleef wel zijspannen produceren, naast de Swallow Doretti sportwagen. In 1958 werd de Swallow Coachbuilding Company (1935) Limited verkocht aan zijspanfabrikant Watsonian. 